# Vượn đen Siki
Vượn đen Siki (danh pháp hai phần: Nomascus siki) là một loài vượn bản địa của Việt Nam và Lào. Nó có họ hàng gần với loài Vượn đen má trắng (Nomascus leucogenys) và Vượn đen má vàng Nam (Nomascus gabriellae); Vượn đen Siki trước đây từng được coi là một phân loài của mỗi trong số hai loài trên.

## Mô tả và môi trường sống
Các thành viên của loài Vượn đen Siki không có màu đồng nhất; con non chưa cai sữa có màu nâu nhạt, sau khi cai sữa thì chuyển sang màu đen. Con đực trưởng thành vẫn có màu đen, nhưng con cái trưởng thành có màu nâu. Tên tiếng Anh của loài vượn này Southern white-cheeked gibbon bắt nguồn từ việc trên khuôn mặt của con đực có một mảng lông trắng lớn quanh mép - thứ giúp phân biệt nó với con đực của loài Vượn đen má trắng có một vệt trắng dọc theo má. Con cái của loài Vượn đen Siki có một viền trắng mỏng quanh mặt.
Loài vượn này sống ở rừng lá rộng đất thấp, với một số quần thể sống ở vùng rừng núi. Như với tất cả các loài vượn, chúng là loài di chuyển trên cây và ăn quả.
Phân bố ban đầu của loài Vượn đen Siki bao phủ một khu vực ở miền trung Việt Nam và miền trung Lào, trải dài từ sông Nam Theun và sông Rao Nay ở phía bắc (khoảng vĩ tuyến 19 Bắc) đến sông Banghiang và sông Thạch Hãn ở phía nam (khoảng vĩ tuyến 17 Bắc). Giữa các vĩ tuyến 19 và 20 dường như có một khu vực mà hai loài N. siki và N. leucogenys sống cùng nhau hoặc xen kẽ.
Trong phạm vi phân bố ban đầu của mình, Vượn đen Siki vẫn phổ biến ở các mảng rừng lớn còn lại ở Lào, nhưng ở Việt Nam, các quần thể phân bố rải rác do bị con người xâm lấn môi trường sống để khai thác gỗ và canh tác. Số lượng loài được cho là đã giảm 50% trong 45 năm qua và hiện tại Vượn Siki được xếp vào nhóm các loài cực kỳ nguy cấp; loài vượn này được bảo vệ hợp pháp tại Việt Nam, nhưng việc bảo vệ không được thực thi một cách hiệu quả ở bên ngoài các khu vực được bảo vệ. Săn bắt để làm thức ăn, thuốc y học cổ truyền và buôn bán thú cưng là các mối đe dọa nghiêm trọng đối với loài vượn này ở cả Lào và Việt Nam.

## Phân loại
Đơn vị phân loại Nomascus siki lần đầu tiên được Jean Théodore Delacour xác định chính thức vào năm 1951, trong đó ông mô tả siki là một phân loài của loài N. concolor (một loài vào thời điểm đó được đặt trong chi Hylobates). Kể từ khi được mô tả, nó đã được coi là một phân loài của nhiều loài như N. leucogenys, N. gabriellae hoặc N. concolor. Việc chỉ định N. siki là một phân loài của N. gabriellae bắt nguồn từ việc giải thích đối với một xương dương vật duy nhất, nhưng các nghiên cứu sau đó đã chỉ ra rằng mẫu vật này thuộc về một loài khác. Sau đó, nó được chỉ định là phân loài của N. leucogenys do tiếng hót của nó giống với của loài này, cũng như sự tương đồng mạnh mẽ về mặt ngoại hình giữa con cái của hai loài. Tuy nhiên, kể từ năm 2001, Vượn đen Siki đã được coi là một loài riêng biệt.
Khu vực phía bắc phạm vi sinh sống của loài N. siki trùng lặp hoặc xen kẽ với loài N. leucogenys, và dựa trên DNA ty thể và âm thanh chúng tạo ra, hai loài này gần nhau hơn so với các loài thuộc chi Nomascus còn lại; một số người cho rằng N. siki nên được coi là một phân loài của N. leucogenys. Một quần thể phía nam trước đây có liên hệ với N. siki đã được mô tả là một loài mới, N. annamensis vào năm 2010.